# Aeolis Mensae
Aeolis Mensae es una característica de meseta en el cuadrángulo de Aeolis del planeta Marte. Su ubicación está centrada en 2,9° de latitud sur y 219,6° de longitud oeste, en la zona de transición entre las tierras altas y bajas marcianas.  Tiene 820 kilómetros (510 millas) de largo y recibió su nombre de una de las características de albedo en Marte (Aeolis). La mensae constituyente puede tener una longitud de hasta 70 kilómetros (43 millas) y una altura de hasta 2 kilómetros (1,2 millas). Destaca por ser el origen de una concentración anormal de metano detectada por Curiosity en 2019, aunque su geología ha atraído la atención científica desde al menos una década antes de este evento. Aeolis Mensae es también la primera región en Marte donde se identificaron pasos cíclicos submarinos, una característica de erosión que da evidencia de un océano antiguo.